# Ad Astra Aero
Ad Astra Aero – szwajcarska linia lotnicza, istniejąca w latach 1919–1931.

## Historia
Przedsiębiorstwo „Ad Astra Aero S.A.” powstało na przełomie lat 1919 i 1920 z połączenia różnych firm, w tym Frick & Co, Aero-Gesellschaft Comte Mittelholzer & Co oraz Ad Astra AG. Skupiało dwóch znanych wspólników i pionierów szwajcarskiego lotnictwa: Waltera Mittelholzera oraz Alfreda Comte. Do czerwca 1922 zajmowało się wykonywaniem lotów pomocniczych, kartografią oraz fotografią lotniczą.
1 czerwca 1922 rozpoczęto regularne przewozy lotnicze na linii Genewa–Zurych–Norymberga/Fürth. Korzystając z maszyn Junkersa uruchomiono także loty do Berlina, Gdańska, Rygi, czy Amsterdamu. 14 czerwca 1928 doszło do pierwszego poważnego incydentu z udziałem maszyn firmy: Junkers F 13 rozbił się pod Frankfurtem n. Menem.
W 1926 linie lotnicze Ad Astra Aero zostały przyjęte do Międzynarodowego Zrzeszenia Przewoźników Powietrznych – IATA. Zakupiono dodatkowe samoloty Fokker F.VII, Dornier oraz Macchi. 31 grudnia 1930, po fuzji z Balair Basler Luftverkehr AG z Bazylei, utworzono Swissair Schweizerische Luftverkehr AG z siedzibą w Zurychu – późniejszego narodowego przewoźnika Szwajcarii.